# 2005 aux Territoires du Nord-Ouest
Chronologie des Territoires du Nord-Ouest
- 2001
- 2002
- 2003
- 2004
- 2005
- 2006
- 2007
- 2008
- 2009

Cette page concerne les événements survenus en 2005 dans le territoire canadien des Territoires du Nord-Ouest.

## Politique
- Premier ministre : Joe Handley
- Commissaire :
- Législature :